# رسول جولييف
رسول جولييف (بالأذرية: Rəsul Bayram oğlu Quliyev) (و. 1947  م) هو سياسي من الاتحاد السوفيتي، وأذربيجان.